# Kysylsuu (Wachsch)
Der Kysylsuu (kirgisisch Кызыл-Суу; tadschikisch Кизилсӯ Kysylsu; mit der Bedeutung „Roter Fluss“) ist ein Quellfluss des Surchob (rechter Quellfluss des Wachsch) in Kirgisistan und Tadschikistan.
Der Kysylsuu entspringt an der Südflanke der Alaigebirges östlich von Sarytasch im Süden Kirgisistans und fließt in westlicher Richtung durch das Alaital. Insbesondere zur Zeit der Schneeschmelze wird er von zahlreichen Nebenflüssen gespeist und breitet sich dabei in seinem breiten Geröllbett aus. Bei Daroot-Korgon mündet die Altyndara in den Kysylsuu. Der Kysylsuu verlässt das Alaital am Karamyk-Pass durch eine Schlucht nach Tadschikistan. Schließlich vereinigt sich der Kysylsuu (in Tadschikistan Kysylsu) mit dem Muksu zum Surchob. Der Kysylsuu hat eine Länge von 235 km. Er entwässert ein Areal von 8380 km². 86 km oberhalb der Mündung beträgt der mittlere Abfluss (MQ) 40,6 m³/s.

## Der „Östliche Kysylsuu“
Der kleinere Teil des Alaitals östlich des Tongmurun-Passes wird von einem ebenfalls Kysylsuu genannten Fluss Kysylsuu entwässert, der an der Nordflanke der Transalaikette entspringt und an Irkeschtam vorbei nach Xinjiang und Kaschgar fließt. Zur Unterscheidung der beiden Flüsse spricht man gelegentlich auch vom „Westlichen Kysylsuu“ und „Östlichen Kysylsuu“.